# Eucereon rosenbergi
Eucereon rosenbergi là một loài bướm đêm thuộc phân họ Arctiinae, họ Erebidae.